# Curva IS
A curva IS (Investimento-Poupança, do inglês Investment-Saving) relaciona o nível de Produto/Renda com o nível de taxa de juros, i. Permanecendo constantes as outras variáveis, apresenta a condição de equilíbrio no mercado de bens.
Um aumento na taxa de juros reduz a demanda agregada pelo seu efeito sobre o consumo e investimento. Quando representamos essa relação graficamente encontramos uma inclinação decrescente, conhecida como função IS.